# پاسکال اشمیت (بازیکن فوتبال، زاده ۱۹۹۲)
پاسکال اشمیت (انگلیسی: Pascal Schmidt؛ زادهٔ ۱۷ ژانویهٔ ۱۹۹۲) بازیکن فوتبال اهل آلمان است.
از باشگاه‌هایی که در آن بازی کرده‌است می‌توان به باشگاه فوتبال روت وایس اهلن، باشگاه فوتبال اوردینگن ۰۵، و باشگاه فوتبال آرمینیا بیله‌فلد اشاره کرد.